# Tom Kite

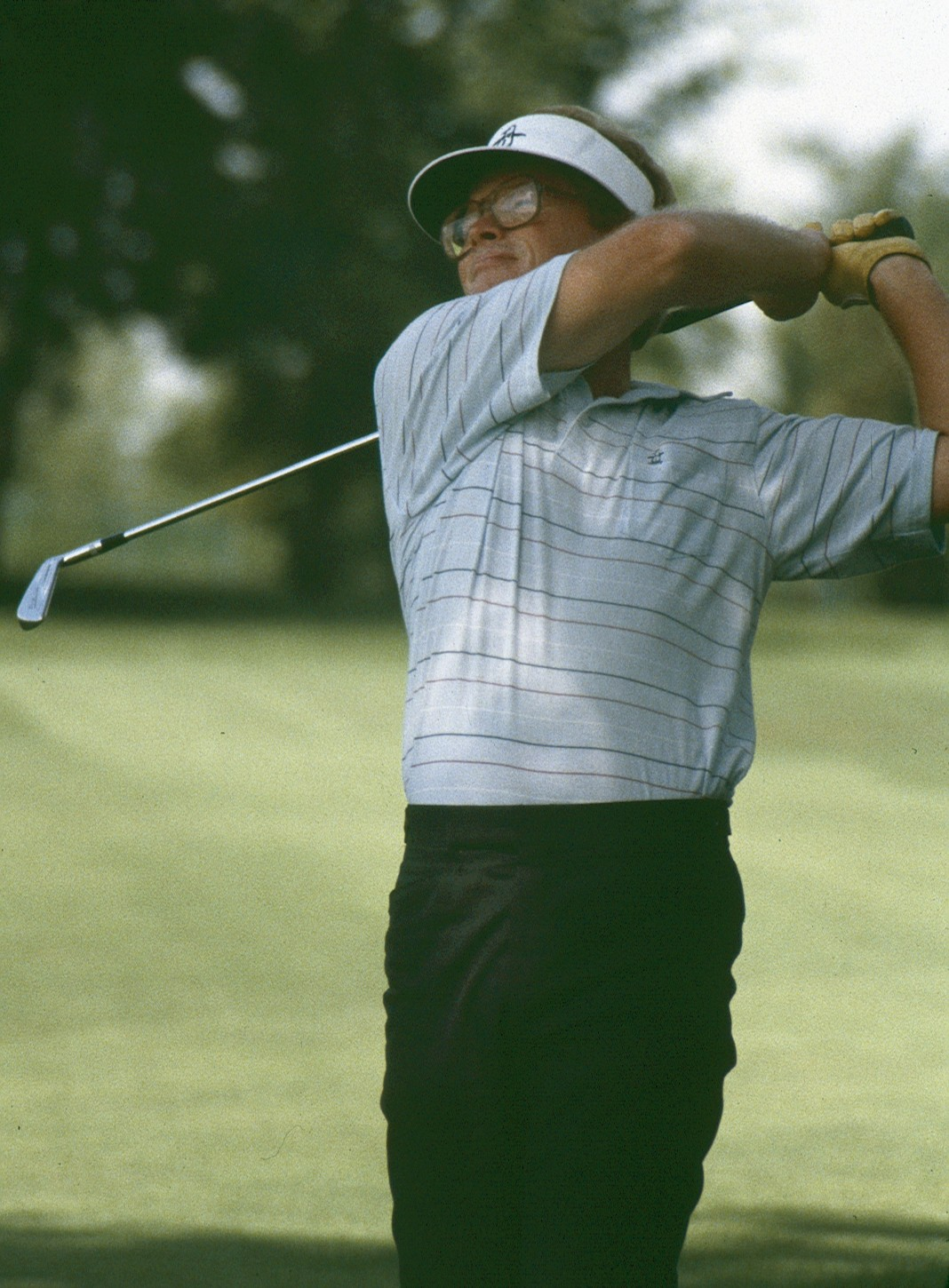
Tom Kite fotografiado en 1988

Thomas Oliver Kite Jr., más conocido como Tom Kite (McKinney, Texas, 9 de diciembre de 1949), es un golfista estadounidense que compitió profesionalmente en las décadas de 1970 a 2000. Obtuvo 19 victorias y 209 top 10 en el PGA Tour, donde acabó primero en las temporadas 1981 y 1989, tercero en 1982 y quinto en 1984 y 1988.
Este golfista ganó el Abierto de Estados Unidos de 1992, fue segundo en el Masters de Augusta de 1983, 1986 y 1997, segundo en el Abierto Británico de 1978, y cuarto en el Campeonato de la PGA de 1981 y 1988. En total, obtuvo 15 top 5 y 26 top 10 en torneos mayores. Además, venció en el Players Championship de 1989 y el Tour Championship de 1989.
Aparte de sus logros en Estados Unidos, Kite ganó dos torneos del European Tour: el Abierto Europeo de 1980 y el Oki Pro-Am de 1996 (disputado en Golf La Moraleja, Alcobendas, Madrid). También jugó varios torneos. Por otra parte, apareció en siete ediciones de la Copa Ryder entre 1979 y 1993, logrando 17 puntos en 28 partidos en representación de Estados Unidos. Asimismo participó en la Copa Mundial de Golf de 1984 y 1985, y la Copa Alfred Dunhill de 1989, 1990, 1992 y 1994, ganando la primera edición junto a Mark Calcavecchia y Curtis Strange.
Jugó al golf en la Universidad de Texas en Austin, donde se graduó en administración de empresas, y en 1972 se convirtió en profesional. Aparte de liderar la lista de ganancias del PGA Tour en 1981 y 1989, fue nombrado Jugador de la PGA del Año 1989 y obtuvo el Trofeo Vardon al menor promedio de golpes en 1981 y 1982.
En 2000 comenzó a jugar en el Champions Tour, el circuito de veteranos de Estados Unidos. Ganó diez torneos, entre ellos el Tradition 2000, y fue segundo en el Abierto Británico de Veteranos, el Campeonato de la PGA de Veteranos y el Senior Players Championship, y tercero en el Abierto de Estados Unidos de Veteranos.
Kite ingresó en el Salón de la Fama del Golf Mundial en 2004.